# Sẻ bụi vàng
Passer flaveolus là một loài chim trong họ Passeridae.